# Титьків
Ти́тьків — село в Україні, в Полонській міській громаді Шепетівського району Хмельницької області. Населення становить 515 осіб.

## Географія
Село розташоване на лівому березі річки Хомора.

## Історія
У 1906 році село Лабунської волості Ізяславського повіту Волинської губернії. Відстань від повітового міста 48 верст, від волості 3. Дворів 123, мешканців 718.
7 (20) листопада 1917 року, відповідно до Третього Універсалу Української Центральної Ради, увійшло до складу Української Народної Республіки.
Село постраждало в часі Голодомору 1932—1933 років, за різними даними, померло до 50 осіб.
12 червня 2020 року, відповідно до розпорядження Кабінету Міністрів України № 727-р «Про визначення адміністративних центрів та затвердження територій територіальних громад Хмельницької області», увійшло до складу Полонської міської територіальної громади.
19 липня 2020 року, в результаті адміністративно-територіальної реформи та ліквідації Полонського району, село увійшло до складу Шепетівського району.

## Населення

### Мова
Розподіл населення за рідною мовою за даними перепису 2001 року:
| Мова       | Кількість | Відсоток |
| ---------- | --------- | -------- |
| українська | 488       | 94.76%   |
| російська  | 27        | 5.24%    |
| Усього     | 515       | 100%     |

## Світлини

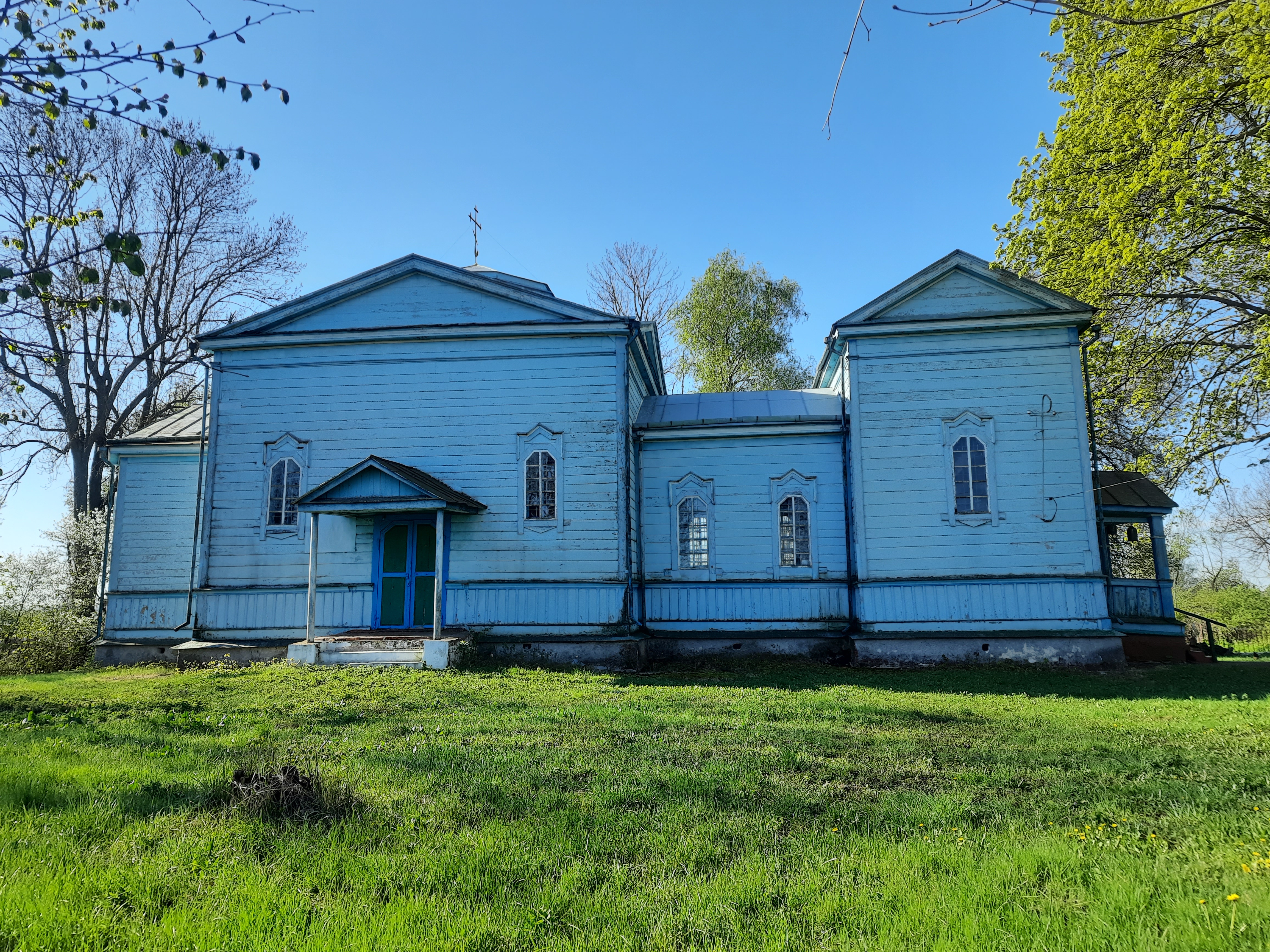
Михайлівська церква 1878 р
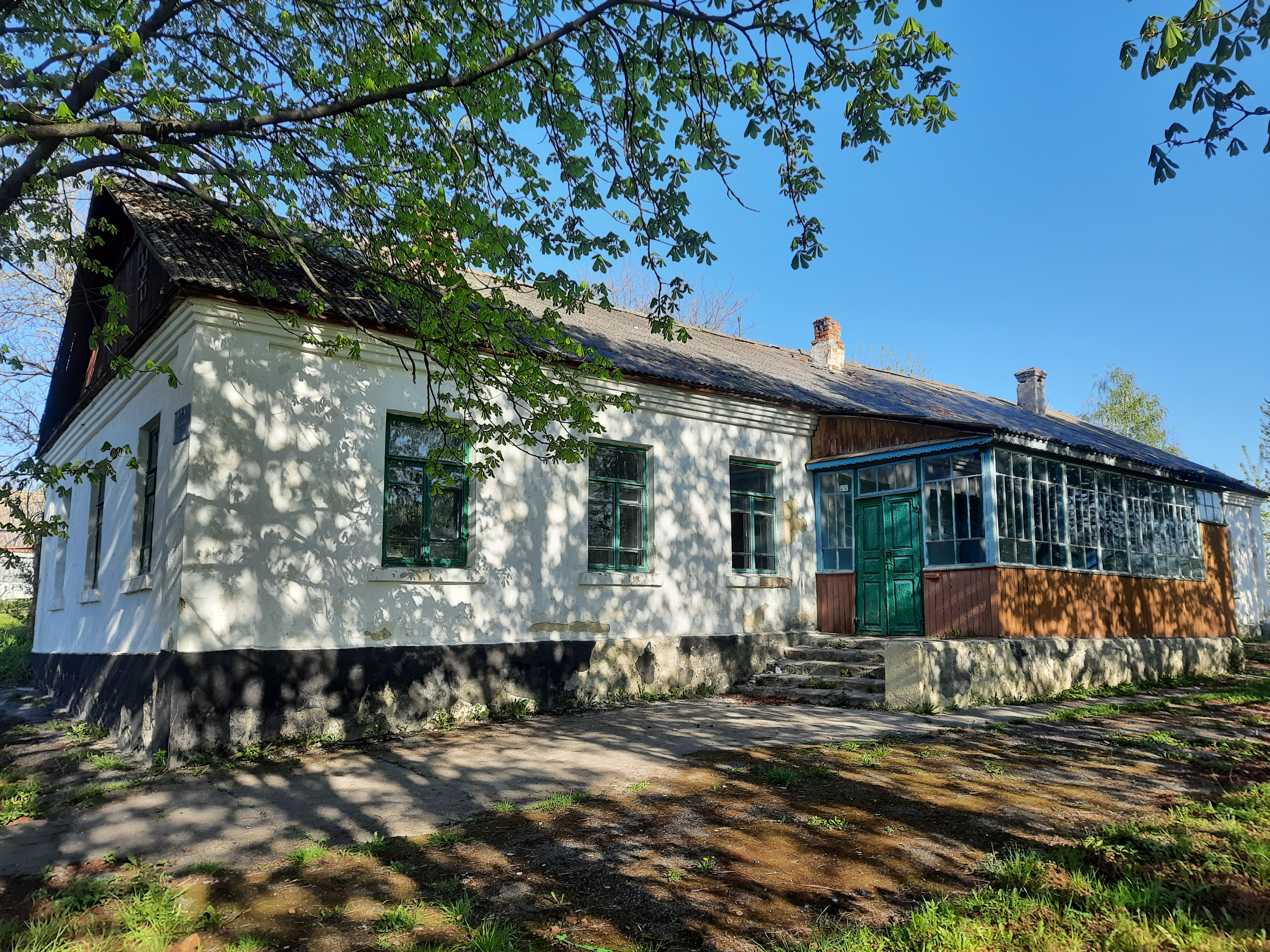
Сільський клуб
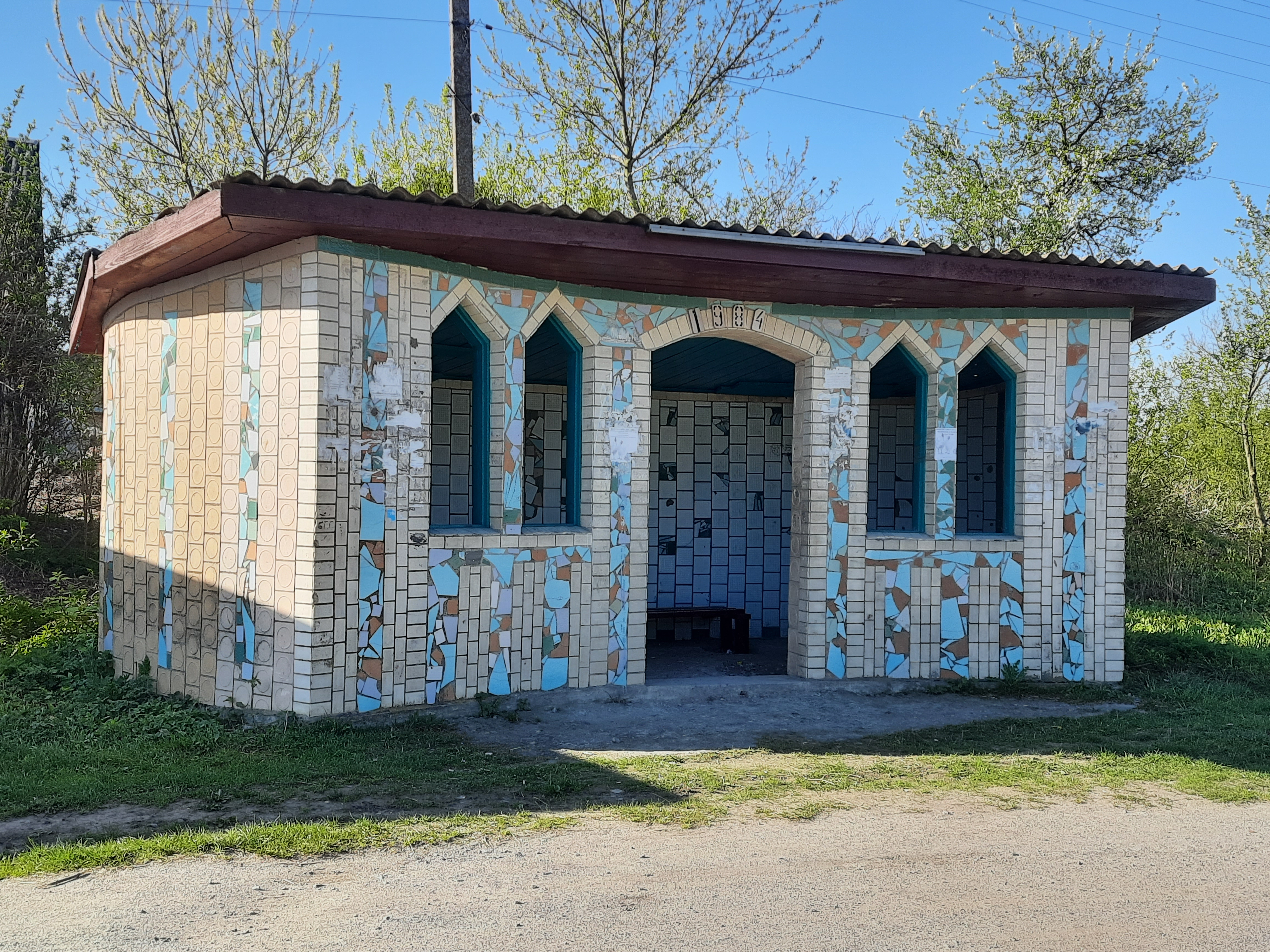
Автобусна зупинка